# Marian Karczmarczyk
Marian Karczmarczyk (ur. 10 kwietnia 1938 w Komarowie) – fraszkopisarz, aforysta, autor humoresek, prozy poetyckiej i wierszy dla dzieci.

## Życiorys
Urodził się 10 kwietnia 1938 w Komarowie. Debiutował na łamach prasy w 1957. W latach 1964–1972 związany z Korespondencyjnym Klubem Młodych Pisarzy w Lublinie, od 1988 w Krajowym Klubie Literackim przy Scenie Ludowej w Krakowie. Członek Związku Literatów Polskich. Mieszka w Zamościu.

## Publikacje
Wydał 12 tomików:
- Róża i kolce (1983),
- I pod gruszą Ewy kuszą (1993),
- Co kto ma (1993),
- Myśli i myślątka (1997),
- Prośba (1997),
- Dziwak (2000),
- Młyn drwin (2001),
- Promień uśmiechu (2002),
- Dziewica i inne opowiastki (2005),
- Lis, kura i pies (2006),
- Spacer z myślami (2007),
- Przez półwiecze z fraszką (2007),
- Z bliska po pyskach (2010),
- Płciowy zawrót głowy (2012),
- Grzechy i grzeszki i... (2013).

Jego utwory znalazły się w 32 antologiach, m.in.:
- Kuszenie na karuzelę (Łódź 1983);
- Współczesna aforystyka polska (Łódź);
- Okruchy chleba (Wrocław 1992);
- Aforystykon (Opole 1992);
- O miłości wszelakiej (Wrocław 1995);
- Wielka encyklopedia aforyzmów (Wrocław 1996);
- Aforyzmy kulinarne i biesiadne (Kielce 1997);
- Z kobietą nie ma żartu (Warszawa 2000);
- Kuchnia polityczna (Poznań 2001);
- Potęga myśli (Katowice 2002);
- Fraszki polskie (Kęty 2002);
- Zamojszczyzna w poezji i obrazie (Lublin 2004);
- Z fraszką przez stulecie (Kęty 2005);
- Księga aforyzmów (Warszawa 2005);
- Wielka księga myśli polskiej (Warszawa 2005);
- Księga fraszek (Chorzów 2006);
- Jak ojczyźnie służyć: antologia poezji patriotycznej pisarzy związanych z Lubelszczyzną (Lublin 2009)

## Współpraca z mediami
Publikował na łamach m.in.: Karuzeli, Przekroju, Szpilek, Kameny, Tygodnika Kulturalnego, Żyjmy dłużej, Gromady – Rolnika Polskiego, Gospodyni, Zarzewia, Nowej wsi, Wieści, Głos Młodzieży, Prób literackich, Kultury i Życia, Niedzieli, Kuriera Lubelskiego, Dziennika Wschodniego, Zamojskiego Kwartalnika Kulturalnego, Tygodnika Zamojskiego, Tygodnika Chełmskiego, Świerszczyka, Misia, Kroniki Tygodnia. Jest stałym współpracownikiem Gazety Zamojskiej. Doczekał się licznych przedruków w czasopismach zagranicznych. Przez kilka lat współpracował z redakcją audycji Kiermasz pod kogutkiem w Rozgłośni Ogólnopolskiej Polskiego Radia w Warszawie.

## Nagrody i wyróżnienia
Był nagradzany w wielu konkursach literackich w regionie i kraju, m.in.: wyróżnienie w Ogólnopolskim Konkursie im. J.I.Kraszewskiego w Białej Podlaskiej, wyróżnienie w Ogólnopolskim Konkursie Poetyckim w Łomży, pięć nagród i wyróżnień w konkursach na Poetycki Utwór Religijny w Kurii Biskupiej w Lublinie grand prix w Turnieju Satyrycznym w WDK Zamość, cztery nagrody w konkursach im. E. Szelburg-Zarembiny w Chełmie. Uhonorowany nagrodą im. Oskara Kolberga i nagrodą Wojewody Zamojskiego. I nagroda w Ogólnopolskim Konkursie Literackim im. St. Jerzego Leca. W 2011 otrzymał nagrodę Prezydenta Miasta Zamość, a 9 maja 2012 Marszałek Województwa Lubelskiego przyznał mu Nagrodę Kulturalną Województwa Lubelskiego. Decyzją Kapituły Wawrzynu Literackiego w Warszawie podjętą w dniu 3 maja 2012 – otrzymał Brązowy Wawrzyn Literacki za całokształt twórczości. Odznaczony Srebrnym i dwukrotnie Złotym Krzyżem Zasługi.